# Côte d’Azur (cyclisme)
Pour les articles homonymes, voir Côte d'Azur (homonymie).
En cyclisme sur piste international, la Côte d'Azur (appelée aussi bande bleue ou en anglais : blue band) est le nom donné à la bande bleue inférieure d'un vélodrome longeant l'intérieur de la piste.

## Description

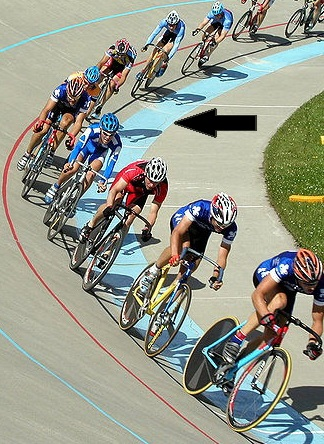
Flèche indiquant la Côte d'Azur

La Côte d'Azur est la bande inférieure d'un vélodrome, qui sert de zone de démarrage et de décélération (indiquée par une flèche sur la photo). La largeur de la bande doit être d'au moins dix pour cent de la largeur de la piste. Elle est de couleur bleu clair et borde la zone de sécurité horizontale qui sépare la piste de l'intérieur. Dans les pistes couvertes des courses internationales officielles, cette zone est souvent bordée d'un tapis spécial pour ralentir la chute et réduire les risques de blessures.

## Utilisation
Cette bande ne peut pas être utilisée par les cyclistes lors des compétitions de contre-la-montre (contre-la-montre 1000 m/500 m, sprint par équipes, poursuite simple, poursuite par équipes, record du monde de l'heure, qualification sprint 200 m, contre-la-montre omnium 250 m). Pour éviter cela, des éponges sont placées dans les virages de la Côte d'Azur, qui ralentissent la vitesse lors du passage sur celles-ci.

## Sources
- Ralph Schürmann / Gerhard Voß : Vélodromes , 1988, p. 28 et suiv.
- (en) velodromes.com: „Cycle tracks – technical information“ Site vélodromes.com : « Pistes cyclables – informations techniques »